# مری و مکس
مِری و مَکس (به انگلیسی: Mary and Max) نام یک انیمیشن استاپ-موشن است که به کارگردانی آدام اِلیوت در آوریل ۲۰۰۹ منتشر شد. گویندگان شاخص این فیلم فیلیپ سیمور هافمن در نقش مَکس و تونی کولت در نقش مری می‌باشد. این فیلم بر اساس داستانی واقعی ساخته شده است.

## داستان
مری دیزی دینکل (بتانی ویتمور)، دختری هشت ساله در سال ۱۹۷۶ در کوه ویورلی، ویکتوریا در استرالیا تک و تنها زندگی می‌کند. همکلاسی‌هایش به خاطر ماه‌گرفتگی مادرزادی روی پیشانی‌اش او را دست می‌اندازند. پدرش، نوئل، که از او دور است و مادر الکلی و دچار جنون دزدی‌اش، ورا، کم او را زیر پر و بال خودشان می‌گیرند. خروس خانگی‌اش، اتل، غذای مورد علاقه‌اش، شیرعسلی و برنامه کودکی شبیه اسمورف‌ها به نام نابلتس تنها مایهٔ تسلی او است. مری وقتی با مادرش در ادارهٔ پست است، دفتر تلفن نیویورک را می‌بیند و تصمیم می‌گیرد نامه‌ای به یک آمریکایی بنویسد. او اتفاقی مکس جری هاروویتز را از دفتر تلفن انتخاب می‌کند و برایش نامه‌ای نوشته و از خودش به او می‌گوید.
مکس جری هاروویتز (فیلیپ سیمور هافمن) چهل و چهار ساله، خداناباور یهودی و دچار چاقی بیمارگونه است که به دلیل مشکلات گوناگون روحی و اجتماعی در شکل‌دادن روابط مشکل دارد. در ابتدا بابت نامهٔ مری دچار وحشت‌زدگی می‌شود اما پاسخ نامه‌اش را می‌دهد و این دو با هم دوست می‌شوند. (بخشی از دوستی‌شان به دلیل علاقهٔ مشترکشان به شکلات و نابلت‌هاست) ورا از مکس خوشش نمی‌آید و بدین ترتیب مری به مکس می‌گوید که نامه‌هایش را به همسایه‌اش، لن هیسلوپ که دچار فضای باز هراسی (برزن‌هراسی) است بفرستد. مری از مکس دربارهٔ عشق می‌پرسد که باعت می‌شود مکس دچار وحشت‌زدگی شده و هشت ماه به آسایشگاه سپرده شود. او برندهٔ لاتاری نیویورک می‌شود و موجودی مادام العمر شکلات و تمام مجموعه مجسمه‌های نابلت را می‌گیرد. مکس پول باقی‌مانده را به همسایهٔ مسن‌اش که نامش ایوی است می‌دهد. او هم پیش از آن که در حادثه‌ای بمیرد، با آن پول دستی به سر و گوش خود می‌کشد. مری که فکر می‌کند مکس او را ول کرده، محزون می‌شود.
مکس آخرش به مری نامه‌ای می‌نویسد و شرح می‌دهد که به نشانگان آسپرگر مبتلاست. این دو در چند سال آتی نامه‌نگاری‌شان را ادامه می‌دهند. نوئل که بازنشسته می‌شود، به فلزیابی مشغول می‌شود و کنار ساحلی، بلند آبخیزی او را از به کلی از میان می‌برد. مری که بزرگ شد (تونی کولت) می‌رود به دانشگاه ملبورن. ماه‌گرفتگی‌اش را برمی‌دارد، خاطرخواه دیمین پوپودوپولوس (اریک بانا) که همسایه‌اش است می‌شود. ورا تصادفاً به جای بطری مشروب از بطری مواد شیمیایی می‌خورد و می‌میرد. مری و دیمین بعدها با هم ازدواج می‌کنند.
مری به تحصیل رشتهٔ روان‌شناسی می‌پردازد و پایان‌نامهٔ دکتری خود را با موضوع نشانگان آسپرگر با مطالعهٔ موردی مکس می‌نویسد. مری یک نسخه برای مکس می‌فرستد و مکس برآشفته شده و فکر می‌کند که مری از او سوء استفاده کرده است. او با حذف کردن حرف «M» از ماشین تحریرش ارتباط خود را با مری قطع می‌کند. مری تمام کتاب‌هایش را از بین برده و به حرفه‌اش پایان می‌دهد. افسرده شده و شروع به مشروب‌خواری می‌کند. او یک بطری شیرعسلی فراهم می‌آورد و بابت عذرخواهی برای مکس می‌فرستد. مری نامه‌ای از دیمین می‌یابد که دیمین در آن نوشته است او را به خاطر دوست مکاتبه‌ای‌اش، دزموند، رها می‌کند.
مکس پس از آنکه تقریباً مردی بی‌خانمان (ایان «مالی» ملدروم) را از عصبانیت خفه می‌کند، می‌فهمد همه همچون او ناکامل‌اند. او به نشانهٔ گذشت مجموعه مجسمه‌های نابلت خودش را برای مری می‌فرستد. مری چندین روز ناتوان از این است که بسته را از جلوی پلهٔ در خانه بردارد. او بی‌آنکه بداند باردار است، تصمیم می‌گیرد خودکشی کند. لن که بالاخره بر فضای باز هراسی (برزن‌هراسی) غلبه کرده، به او از جعبه‌ای که مکس فرستاد خبر می‌دهد. نامهٔ مکس به او این فهم را می‌رساند که آن‌ها ناکامل اند. او همچنین ابراز می‌کند چقدر دوستی‌شان برایش ارزشمند است و امید دارد آن‌ها روزی هم را ببینند.
مری با کودک نوزادش می‌رود به نیویورک تا مکس را ببیند. مکس روی مبل مرده، به بالا خیرد است و لبخند دارد. مری می‌بیند همهٔ نامه‌هایی که در تمام این سال‌ها برای مکس فرستاده بوده به سقف چسبانده شده است. مری که می‌فهمد دوستی‌شان چقدر برای مکس ارزشمند بوده، کنار مکس روی مبل می‌نشیند و اشک شوق می‌ریزد.

## هنرپیشگان
- بری هامفریز در نقش راوی[۳]
- تونی کولت در نقش مری دیزی دینکل[۳]
- بتانی ویتمور در نقش جوانی مری
- فیلیپ سیمور هافمن در نقش مکس جری هاروویتز[۳]
- اریک بانا در نقش دیمین پوپودوپولوس[۳]
- رنه گیر در نقش ورا لورین دینکل
- ایان «مالی» ملدروم در نقش مرد بی‌خانمان
- مایکل اینا در نقش لینکلن (بدون اعتبار)
- جولی فورسایت، جان فلاس، کریستوفر ماسی، شاون پاتن، لیان اسمیت و کارولین شکسپیر-آلن در نقش سایر صداها

## ساخت

### تولید
بنا بر تیتراژ آغازین، این انیمیشن، بر اساس داستانی واقعی است. آدام الیوت نویسنده و کارگردان انیمیشن در مصاحبه‌ای به تاریخ آوریل ۲۰۰۹، شرح داد که شخصیت مکس الهامی از «دوستی مکاتبه‌ای است، نیویورک نشین، که بیش از بیست سال است برایش می‌نویسم». عمدهٔ عکاسی بیش از ۵۷ هفته طول کشید. از ۱۳۳ دکور مجزا، ۲۱۲ عروسک، ۴۷۵ وسایل صحنهٔ مینیاتوری که «شامل یک ماشین تحریر آندروود کاملاً کارا بود که گویا طراحی و ساختش نه هفته وقت گرفت» استفاده شد.

### درون مایه
این انیمیشن به درون مایه‌هایی از جمله سهل‌انگاری با کودک، دوستی، اعتیاد، الکلیسم (می‌بارگی)، بهبودی، تیرگی زندگی، به سخره گرفتن، تنهایی، اختلال روانی، اوتیسم (به ویژه نشانگان آسپرگر)، چاقی، خودکشی، افسردگی، انزوا و اضطراب می‌پردازد.

## پذیرش

### گیشه
انیمیشن مری و مکس در گیشهٔ استرالیا ۱٬۴۴۴٬۶۱۷ دلار فروش کرد. این انیمیشن اگرچه در چندین جشنوارهٔ فیلم آمریکا به نمایش درآمد، هیچ اکران عمومی در ایالات متحده نداشت و مختصر مدتی در یکی از تماشاخانه‌های لملی واقع در لس آنجلس بزرگ به نمایش درآمد. توزیع‌کنندهٔ مری و مکس در ایالات متحده (آی‌اف‌سی فیلمز) این فیلم را بر روی دی‌وی‌دی و ویدئو به‌درخواست موجود کرد. مری و مکس در فرانسه توسط گاومونت و در آلمان توسط ام‌اف‌ای منتشر شد و از سوی منتقدان و در گیشه موفقیت چشمگیری حاصل کرد. 

تصویری از دقیقه ۱۳ فیلم، مری در حال تمبر زدن به نامه

## جوایز
- برنده جایزه جشنواره بین‌المللی پویانمایی اُتاوا برای بهترین انیمیشن